# Alicja Szemplińska

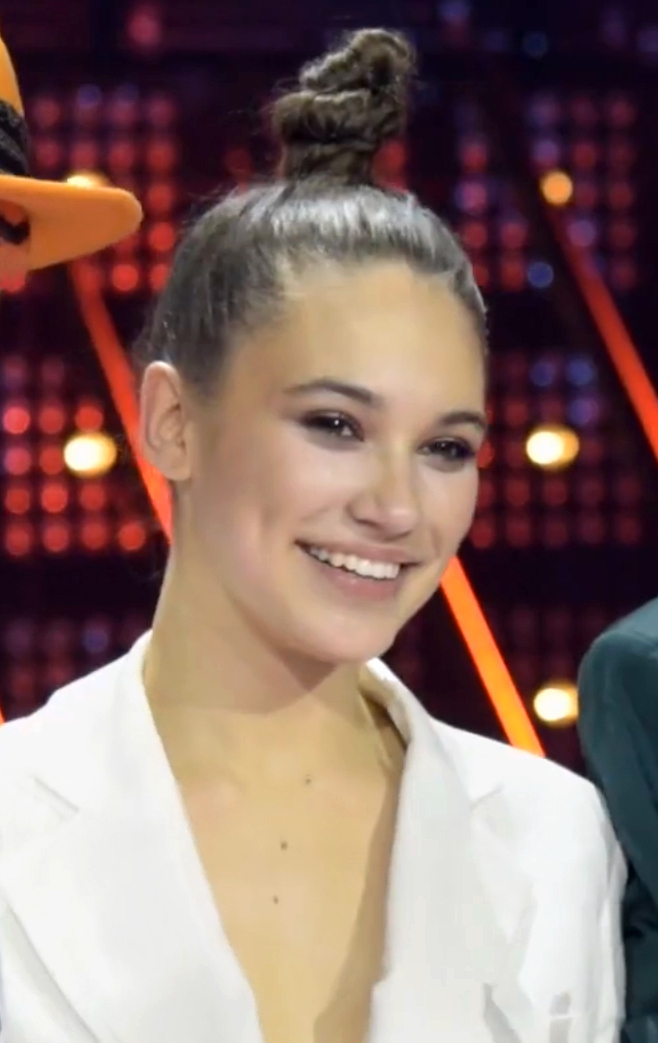
Alicja Szemplińska, 2019

Alicja Maria Szemplińska (* 29. April 2002 in Ciechanów), besser bekannt als Alicja, ist eine polnische Popsängerin.

## Karriere
Mit 14 Jahren gewann Szemplińska die Castingshow Hit, Hit, Hurra! (2016) und mit 17 Jahren die polnische Version von The Voice (2019). Als musikalisches Vorbild nennt sie vor allem Whitney Houston. Nach dem Sieg bei The Voice erschien ihre Debütsingle Prawie my. Mit dem Titel Empires gewann sie den polnischen Vorentscheid Szansa na Sukces Eurowizja 2020 und sollte im Mai 2020 Polen beim 65. Eurovision Song Contest in Rotterdam vertreten. Der Wettbewerb musste aber am 18. März 2020 aufgrund der COVID-19-Pandemie abgesagt werden.
Sie sang den offiziellen Song zur Handball-Weltmeisterschaft der Männer 2023.

## Diskografie

### Singles
- 2019: Prawie my (PL: Gold)[5]
- 2020: Empires
- 2020: Gdzieś
- 2020: Pusto
- 2020: Kolęda dla Nieobecnych
- 2020: Na Pamięć